# Metamorfosen (Romeinse literatuur)
Metamorfosen (Latijn Metamorphoses, afkomstig van het Griekse μεταμόρφωσες) is de titel van meerdere werken uit de Romeinse literatuur. Zo is er een roman van L. Apuleius Madaurensis, die ook wel onder de titel Aureus Asinus ('De Gouden Ezel') bekend is (voor nadere gegevens zie het artikel over de auteur).
Daarnaast bestaat het epos Metamorphoses van de Romeinse dichter P. Ovidius Naso, dat geldt als een van de belangrijkste werken uit de Romeinse literatuur.